# Reza Afshar
Reza Afshar est un entrepreneur iranien né le 10 octobre 1887 à Orumieh dans le nord-ouest de l'Iran. 

## Biographie
Il étudia le persan et l'arabe jusqu'à l'âge de 17 ans et sera plus tard diplômé de l'université américaine de Orumieh. Il fera partie du premier groupe d'étudiants sélectionnés par le gouvernement pour poursuivre leurs études aux États-Unis En 1909, il voyagea aux États-Unis et suivit des cours au Collège de Wooster (en) en Ohio et à l'Université de Valparaiso en Indiana, mais finalement finit à l'Université Columbia à New York et sera diplômé en politique économique et en finance publique. Il retournera en Iran en 1917. Dans sa jeunesse il sera un activiste politique et plus tard, à différentes périodes, il occupera des postes gouvernementaux et parlementaires en tant que ministre des routes, membre du parlement ou gouverneur du Gilan du Kerman et d'Ispahan. Il sera aussi un poète et un écrivain mais aussi un habile entrepreneur. En effet en 1944, il fera partie d'un groupe d'investisseurs qui fondera l'Iranian Airways, l'ancêtre de l'actuelle compagnie aérienne iranienne Iran Air. Et en 1949, il prendra le contrôle de 70 % de la compagnie en devenant le nouveau directeur général jusqu'en 1961.

Pour l'histoire de l'Iranian Airways voir (en persan) Eduard Khachikian, from Mehrabad to Los Angeles, vol. 1, 2011, vol. 2, 2016. 